# Robert Brito Luciano
Robert Brito Luciano, conhecido apenas como Robinho (Volta Redonda, 8 de Setembro de 1987) é um futebolista brasileiro que joga como atacante. Atualmente defende o Pérolas Negras.

## Carreira

### Vasco da Gama
Chegou a São Januário em 2009 ao lado de Dedé, seu amigo de infância em Volta Redonda.

### Outros clubes
Desde que saiu do Vasco, em 2010, o atacante jogou nos Emirados Árabes, defendeu o União de Leiria, de Portugal, e o Guarani. O atacante pouco atuou pelo Guarani, em 2012, por causa de uma lesão no joelho.

### Retorno ao Vasco
Voltou ao Vasco da Gama em fevereiro de 2013. O nome de Robinho chegou ao Vasco da Gama por meio de Ubiraci Cardoso, empresário que representa Dedé. Após se recuperar de uma lesão muscular na coxa esquerda, reestreou contra o Botafogo em que sua equipe perdeu por 3x2. Na sua segunda passagem pelo cruzmaltino foram apenas 4 jogos e nenhum gol marcado.

### Boa Esporte
Em 2014, acertou com o Boa Esporte, para a disputa do Mineiro e da Série B.

### Madureira
Em 2015, acertou com o Madureira, para a disputa do Campeonato Carioca.

## Títulos
Vasco da Gama
- Campeonato Brasileiro - Série B: 2009

Madureira
- Taça Rio: 2015

## Estatísticas pelo Vasco da Gama
| Ano   | Jogos | Gols |
| ----- | ----- | ---- |
| 2009  | 14    | 2    |
| 2010  | 9     | 0    |
| 2013  | 4     | 0    |
| Total | 27    | 2    |